# جون سترويدير
جون سترويدير (بالإنجليزية: John Stroeder)‏ مواليد 24 يوليو 1958 في بريميرتون، هو مدرب كرة سلة أمريكي ولاعب معتزل. بدأ مسيرته الاحترافية في سنة 1980. تم اختياره من قبل فريق بورتلاند ترايل بلايزرز خلال الدرافت. يبلغ طوله 6 قدم 10 بوصة (2.1 م). اعتزل اللعب في 1991.

## المسيرة الاحترافية
لعب مع ميلووكي باكز في موسم 1987–1988، ثم لعب مع سان أنطونيو سبرز في سنة 1988، ثم لعب مع غولدن ستايت ووريورز في سنة 1989، ثم لعب مع نادي إشبيلية لكرة السلة في الدوري الإسباني في سنة 1990.

## روابط خارجية
- جون سترويدير على موقع إن بي أي (الإنجليزية)
- جون سترويدير على موقع سبورتس رفرنس (الإنجليزية)
- جون سترويدير على موقع الدوري الإسباني لكرة السلة (الإسبانية)
- جون سترويدير على موقع كلية كرة السلة في سبورتس رفرنس.كوم (الإنجليزية)
- جون سترويدير على موقع ريلجم (الإنجليزية)
- جون سترويدير على موقع سبورتس رفرنس (الإنجليزية)